# Michel Giacobini
Michel Giacobini, francoski astronom, * 1873,  † 1938.

## Delo
Giacobini je odkril številne komete. Med najbolj znanimi so 21P/Giacobini-Zinner (Komet Giacobini-Zinner), 41P/Tuttle-Giacobini-Kresak (Komet Tuttle-Giacobini-Kresák) in 205P/Giacobini (Komet Giacobini). Komet Giacobini je Michel Giacobini odkril 4. septembra 1896, vendar so ga izgubili in  je dobil oznako D/1896 R2. Ponovno sta ga 10. septembra 2008 našla ljubiteljski iskalec supernov Koiči Itagaki in astronom Hiroši Kaneda.
Giacobini je delal na Observatoriju Nica do leta 1910, ko se je preselil na Observatorij Pariz.
Njemu v čast so poimenovali asteroid 1756 Giacobini.